# Barbara Niemeyer
Barbara Niemeyer (* 1960 in Flensburg) ist eine deutsche Restauratorin und Klassische Archäologin.

## Leben
Barbara Niemeyer machte eine Goldschmiedelehre und eine Ausbildung als Restauratorin für archäologisches Kulturgut am Römisch-Germanischen Zentralmuseum. Anschließend war die als Restauratorin in Vienne, Cardiff und London tätig. Seit 1992 ist sie Restauratorin an der Antikensammlung Berlin mit dem Spezialgebiet Edelmetalle. Sie studierte parallel dazu Ur- und Frühgeschichte und Klassische Archäologie an der Humboldt-Universität zu Berlin und schloss 2003 mit dem Magister ab, 2006 wurde sie an der Freien Universität Berlin promoviert.

## Veröffentlichungen (Auswahl)
- mit Harald Mielsch: Römisches Silber aus Ägypten in Berlin (= Winckelmanns-Programm der Archäologischen Gesellschaft zu Berlin 139/140). de Gruyter, Berlin 2001, ISBN 978-3-11-017231-7.
- Die silbernen Halbkugelbecher vom Typ Leuna. Fundkomplexe und Interpretationen, Herstellungstechnik und Datierung. Archaeopress, Oxford 2004, ISBN 1-84171-610-3 (Magisterarbeit).
- Trassologie an römischem Silber. Herstellungstechnische Untersuchungen am Hildesheimer Silberfund. Archaeopress, Oxford 2007, ISBN 978-1-4073-0033-7 (Dissertation).
- Römische Silberschätze. 150 Jahre Hildesheimer Silberfund (= Archäologie in Deutschland. Sonderheft 13). Thess, Stuttgart 2018, ISBN 978-3-8062-3696-5.
- mit Agnes Schwarzmaier: Silber aus zwei Jahrtausenden in der Berliner Antikensammlung. Schnell & Steiner, Regensburg 2021, ISBN 978-3-7954-3653-7.